# Sven Andersson (1907–1981)
Sven Andersson (ur. 14 lutego 1907 w Össeby-Garn, zm. 30 maja 1981 w Sztokholmie) – szwedzki piłkarz i trener, reprezentant kraju grający na pozycji obrońcy.

## Kariera klubowa
Swoją karierę piłkarską rozpoczął w 1923 w zespole IFK Sztokholm. Następnie występował dla Hagalunds IS oraz Huvudsta IS. Od 1928 grał w zespole ze stolicy Szwecji AIK Fotboll. W barwach tego klubu dwukrotnie zdobywał mistrzostwo Szwecji w sezonach 1931/32 i 1936/37. Przez 12 lat gry dla AIK wystąpił w 235 spotkaniach, w których strzelił 28 bramek. W 1940 zakończył karierę piłkarską. 
| Sezon   | Klub        | Kraj    | Rozgrywki   | Mecze | Bramki |
| ------- | ----------- | ------- | ----------- | ----- | ------ |
| 1928/29 | AIK Fotboll | Szwecja | Allsvenskan | 9     | 0      |
| 1929/30 | AIK Fotboll | Szwecja | Allsvenskan | 22    | 1      |
| 1930/31 | AIK Fotboll | Szwecja | Allsvenskan | 22    | 0      |
| 1931/32 | AIK Fotboll | Szwecja | Allsvenskan | 22    | 1      |
| 1932/33 | AIK Fotboll | Szwecja | Allsvenskan | 20    | 3      |
| 1933/34 | AIK Fotboll | Szwecja | Allsvenskan | 20    | 5      |
| 1934/35 | AIK Fotboll | Szwecja | Allsvenskan | 22    | 3      |
| 1935/36 | AIK Fotboll | Szwecja | Allsvenskan | 20    | 3      |
| 1936/37 | AIK Fotboll | Szwecja | Allsvenskan | 17    | 3      |
| 1937/38 | AIK Fotboll | Szwecja | Allsvenskan | 22    | 3      |
| 1938/39 | AIK Fotboll | Szwecja | Allsvenskan | 22    | 2      |
| 1939/40 | AIK Fotboll | Szwecja | Allsvenskan | 17    | 4      |

## Kariera reprezentacyjna
Andersson zadebiutował w reprezentacji 15 czerwca 1930 w meczu przeciwko reprezentacji Szwecji, wygranym 1:0. József Nagy, ówczesny selekcjoner reprezentacji Szwajcarii powołał Anderssona na Mistrzostwa Świata 1934. 
Zagrał w wygranym 3:2 spotkaniu pierwszej rundy z Argentyną oraz w ćwierćfinale z Niemcami. Razem z ekipą osiągnął na włoskim turnieju ćwierćfinał. Po raz ostatni w reprezentacji zagrał 15 czerwca 1938 w wygranym 2:0 spotkaniu z Finlandią. Łącznie Sven Andersson w latach 1930–1938 zagrał w 27 spotkaniach reprezentacji Szwecji, w których strzelił 3 bramki.
| Mecze i gole w reprezentacji | Mecze i gole w reprezentacji | Mecze i gole w reprezentacji | Mecze i gole w reprezentacji | Mecze i gole w reprezentacji | Mecze i gole w reprezentacji | Mecze i gole w reprezentacji |
| #                            | Data                         | Miasto                       | Przeciwnik                   | Gol                          | Wynik                        | Rozgrywki                    |
| ---------------------------- | ---------------------------- | ---------------------------- | ---------------------------- | ---------------------------- | ---------------------------- | ---------------------------- |
| 1.                           | 15.06.1930                   | Sztokholm                    | Szwajcaria                   |                              | 1:0                          | towarzyski                   |
| 2.                           | 22.06.1930                   | Kopenhaga                    | Dania                        |                              | 1:6                          | Mistrzostwa Nordyckie        |
| 3.                           | 06.07.1930                   | Sztokholm                    | Norwegia                     |                              | 6:3                          | Mistrzostwa Nordyckie        |
| 4.                           | 08.07.1931                   | Sandviken                    | Estonia                      |                              | 3:1                          | towarzyski                   |
| 5.                           | 16.05.1932                   | Sztokholm                    | Finlandia                    |                              | 7:1                          | towarzyski                   |
| 6.                           | 12.06.1932                   | Sztokholm                    | Belgia                       |                              | 3:1                          | towarzyski                   |
| 7.                           | 17.07.1932                   | Sztokholm                    | Austria                      |                              | 3:4                          | towarzyski                   |
| 8.                           | 25.09.1932                   | Sztokholm                    | Litwa                        |                              | 8:1                          | towarzyski                   |
| 9.                           | 06.11.1932                   | Bazylea                      | Szwajcaria                   |                              | 1:2                          | towarzyski                   |
| 10.                          | 11.06.1933                   | Sztokholm                    | Estonia                      | Gol                          | 6:2                          | El. MŚ 1934                  |
| 11.                          | 18.06.1933                   | Sztokholm                    | Dania                        |                              | 2:3                          | Mistrzostwa Nordyckie        |
| 12.                          | 29.06.1933                   | Kowno                        | Litwa                        |                              | 2:0                          | El. MŚ 1934                  |
| 13.                          | 04.07.1933                   | Ryga                         | Łotwa                        |                              | 1:1                          | towarzyski                   |
| 14.                          | 23.09.1933                   | Oslo                         | Norwegia                     |                              | 1:0                          | Mistrzostwa Nordyckie        |
| 15.                          | 23.05.1934                   | Sztokholm                    | Polska                       |                              | 4:2                          | towarzyski                   |
| 16.                          | 27.05.1934                   | Bolonia                      | Argentyna                    |                              | 3:2                          | MŚ 1934                      |
| 17.                          | 31.05.1934                   | Mediolan                     | III Rzesza                   |                              | 1:2                          | MŚ 1934                      |
| 18.                          | 17.06.1934                   | Kopenhaga                    | Dania                        |                              | 5:3                          | Mistrzostwa Nordyckie        |
| 19.                          | 01.07.1934                   | Sztokholm                    | Norwegia                     | Gol                          | 3:3                          | Mistrzostwa Nordyckie        |
| 20.                          | 23.09.1934                   | Sztokholm                    | Łotwa                        | Gol                          | 3:1                          | towarzyski                   |
| 21.                          | 12.06.1935                   | Sztokholm                    | Finlandia                    |                              | 2:2                          | Mistrzostwa Nordyckie        |
| 22.                          | 16.06.1935                   | Göteborg                     | Dania                        |                              | 3:1                          | Mistrzostwa Nordyckie        |
| 23.                          | 30.06.1935                   | Sztokholm                    | III Rzesza                   |                              | 3:1                          | towarzyski                   |
| 24.                          | 22.09.1935                   | Oslo                         | Norwegia                     |                              | 2:0                          | Mistrzostwa Nordyckie        |
| 25.                          | 14.06.1936                   | Kopenhaga                    | Dania                        |                              | 3:4                          | Mistrzostwa Nordyckie        |
| 26.                          | 17.05.1937                   | Sztokholm                    | Anglia                       |                              | 0:4                          | towarzyski                   |
| 27.                          | 15.06.1938                   | Sztokholm                    | Finlandia                    |                              | 2:0                          | towarzyski                   |

## Kariera trenerska
Jako trener pracował w zespole Vasalunds IF.

## Sukcesy
AIK Solna
- Mistrzostwo Allsvenskan (2): 1931/32, 1936/37